# Video-cd

Vcd-logo

Een video-cd of kortweg vcd is een optische schijf en de voorloper van de dvd. Een video-cd is een cd-schijfje van dezelfde grootte, maar bevat als inhoud alleen beelden, geen menu's, meertalige ondertitels of andere extra's. De kwaliteit is vergelijkbaar met een VHS-videocassette en dus beduidend lager dan die van de modernere dvd. Bij snel bewegende beelden kan het beeld schokkerig worden.
Tegenwoordig zijn in Europa nauwelijks video-cd's meer verkrijgbaar. In Azië (zoals Japan en China) zijn video-cd's nog wel populair.
De vcd-standaard werd in 1993 geïntroduceerd. De vcd-weergaveresolutie is 352×240 pixels (NTSC) of 352×288 pixels (PAL). De compressie is in MPEG-1-formaat; audio wordt gecodeerd als MPEG Layer 2 (MP2). De data wordt opgeslagen met 1150 kbps, de audio met 224 kbps. Er kan ongeveer 74 minuten aan beeld en geluid op een schijfje, dus voor de meeste speelfilms zijn twee schijfjes nodig.
Het is niet moeilijk om zelf videofilms op een video-cd te branden met een cd-schrijver. Video-cd's kunnen meestal wel worden afgespeeld op dvd-spelers. Dat geldt ook voor een cd-i-speler uitgerust met een videocartridge.
Een video-cd moet niet worden verward met een cd-video.